# John Broderick
John Charles Broderick (Cornwall, 5 juni 1875 - 12 juli 1957) was een Canadees lacrossespeler. 
Met de Canadese ploeg won Broderick de olympische gouden medaille in 1908.

## Resultaten
- 1908  Olympische Zomerspelen in Londen